# Station Lépanges
Station Lépanges is een spoorwegstation in de Franse gemeente Lépanges-sur-Vologne.